# Sfäriskt segment

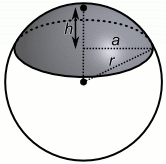
Sfäriskt segment

Sfäriskt segment, klotsegment eller sfärisk kalott kallas det område, som ligger över eller under ett plant snitt genom en sfär. Om snittet läggs genom sfärens medelpunkt, kallas de uppkomna sfäriska segmenten för halvsfärer.
Volymen V och arean av den buktiga ytan A av ett sfäriskt segment med höjden h och med sfärens radie r är:
{\displaystyle V={\frac {h^{2}\pi }{3}}(3r-h)}
{\displaystyle A=\pi r\cdot 2h}
Uttryckt i latituden φ är höjden {\displaystyle h=r-r\sin {\phi }} och basradien {\displaystyle a=r\cos {\phi }}.